# Fasciola
Genre
Fasciola est genre de trématodes de la famille des Fasciolidae.
Les espèces de ce genre sont parasites de l'homme et sont responsables des distomatoses.

## Liste d'espèces
Une dizaine d'espèces sont reconnues[réf. nécessaire] :
- Fasciola californica Sinitzin, 1934
- Fasciola gigantica (en) Cobbold, 1855
- Fasciola halli Sinitzin, 1934
- Fasciola hepatica Linnaeus, 1758
- Fasciola indica Varma, 1953
- Fasciola jacksonii (Cobbold, 1869)
- Fasciola linguatulina Sinitzin, 1914
- Fasciola nyanzae Leiper, 1910
- Fasciola skrjabini Delyamure, 1956
- Fasciola tragelaphi Pike & Condy, 1966